# 乌里山

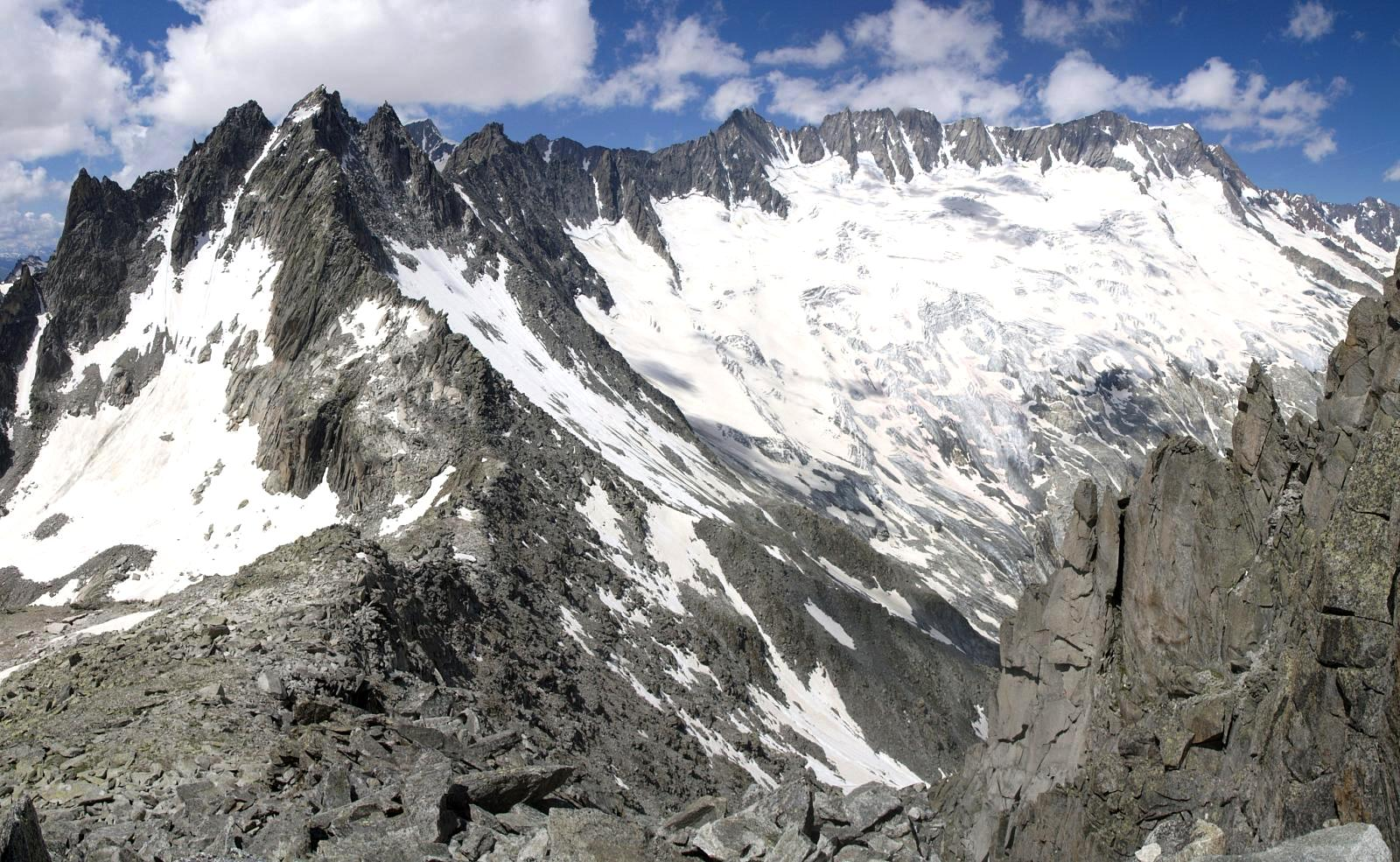

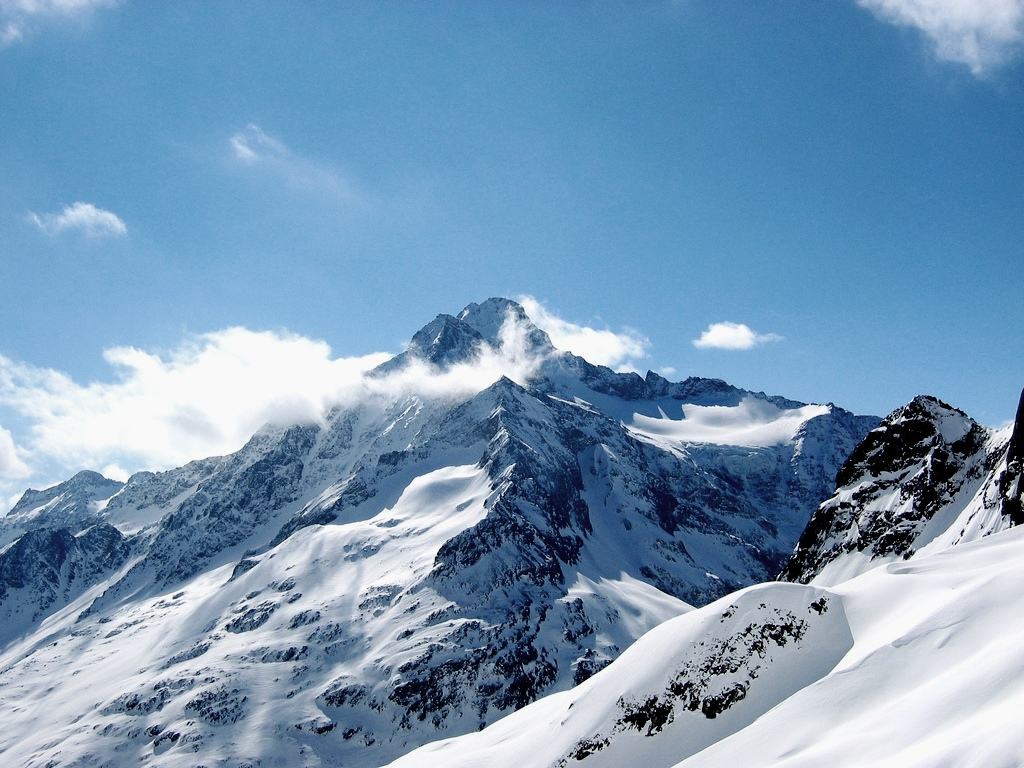

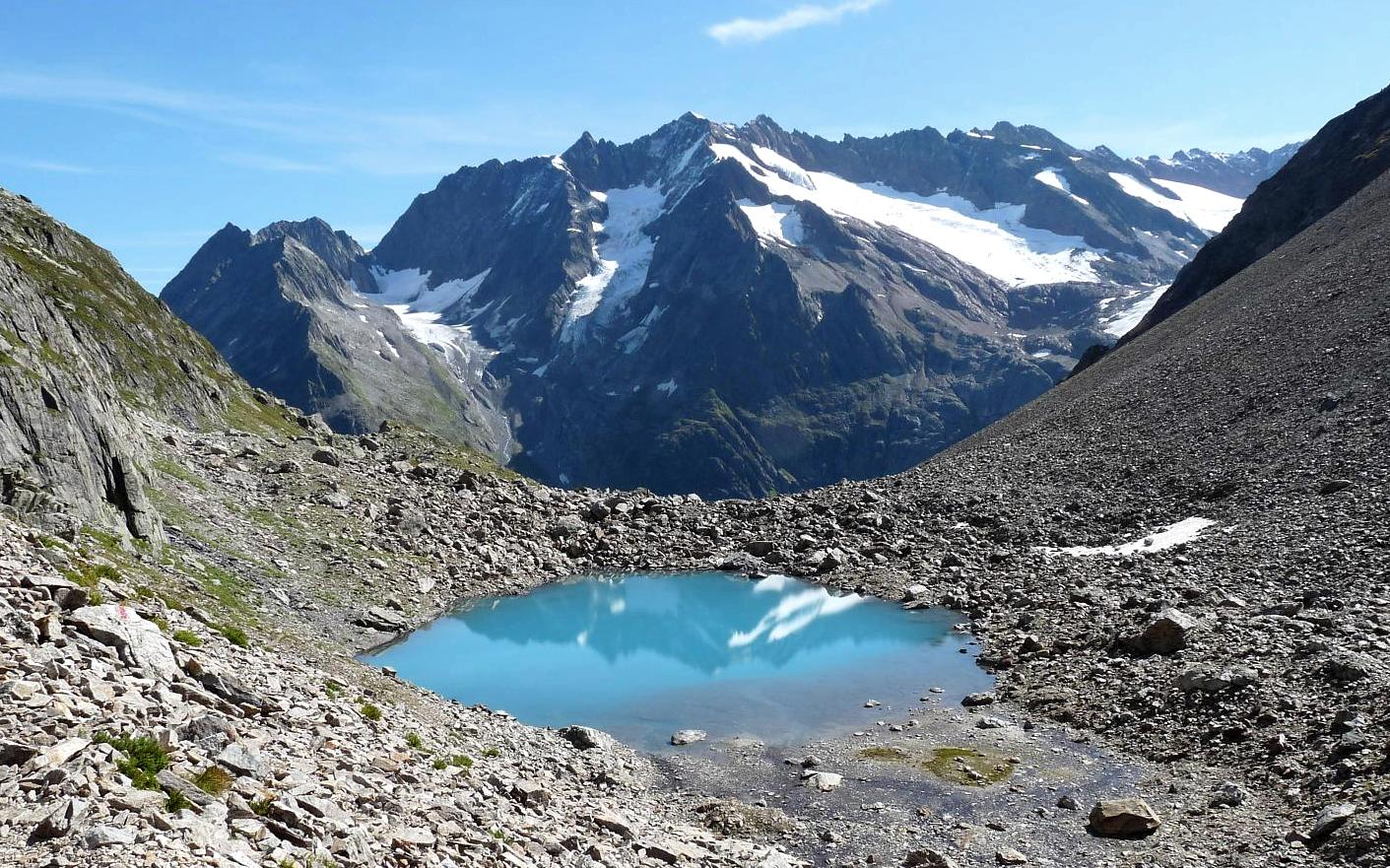

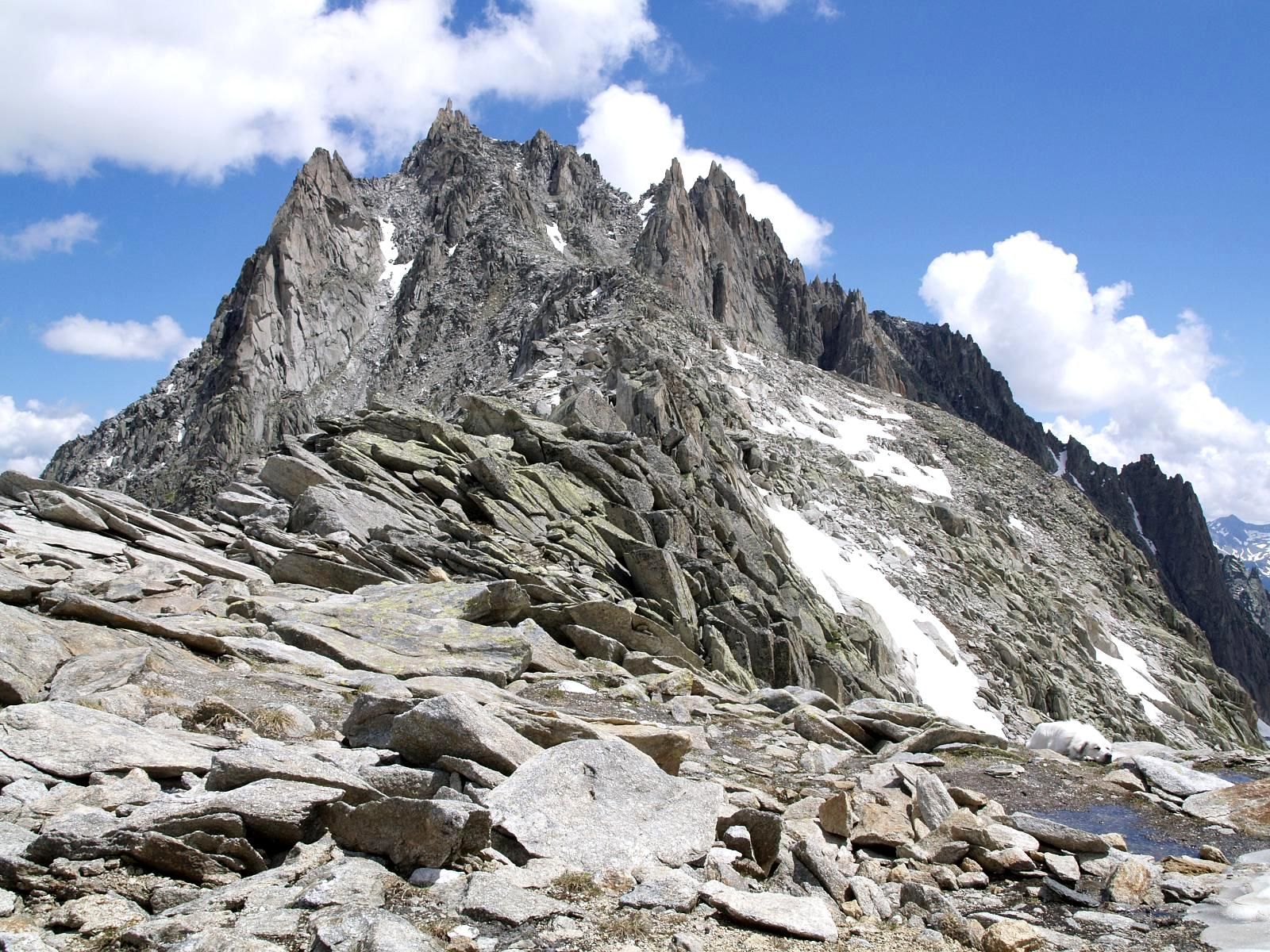

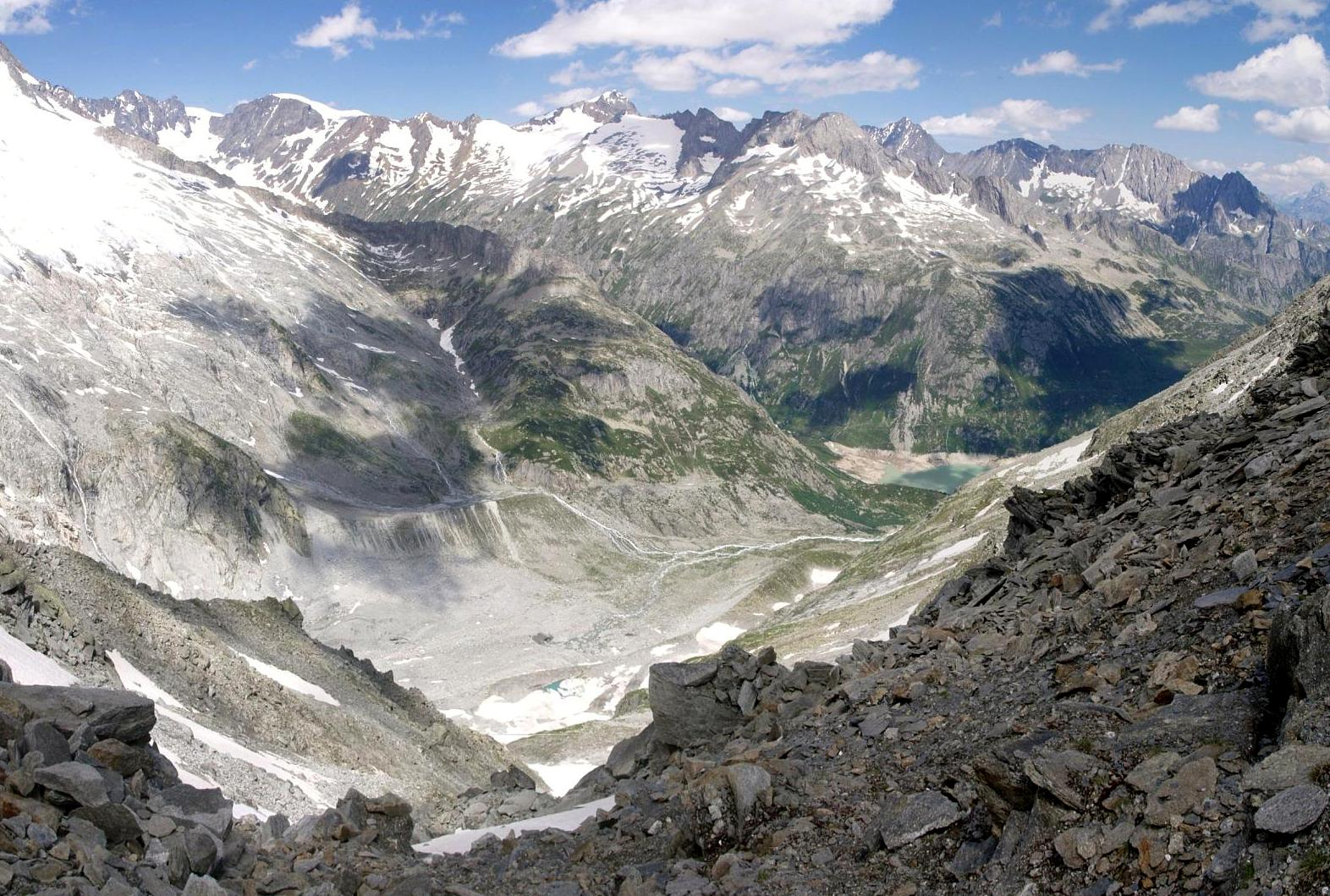

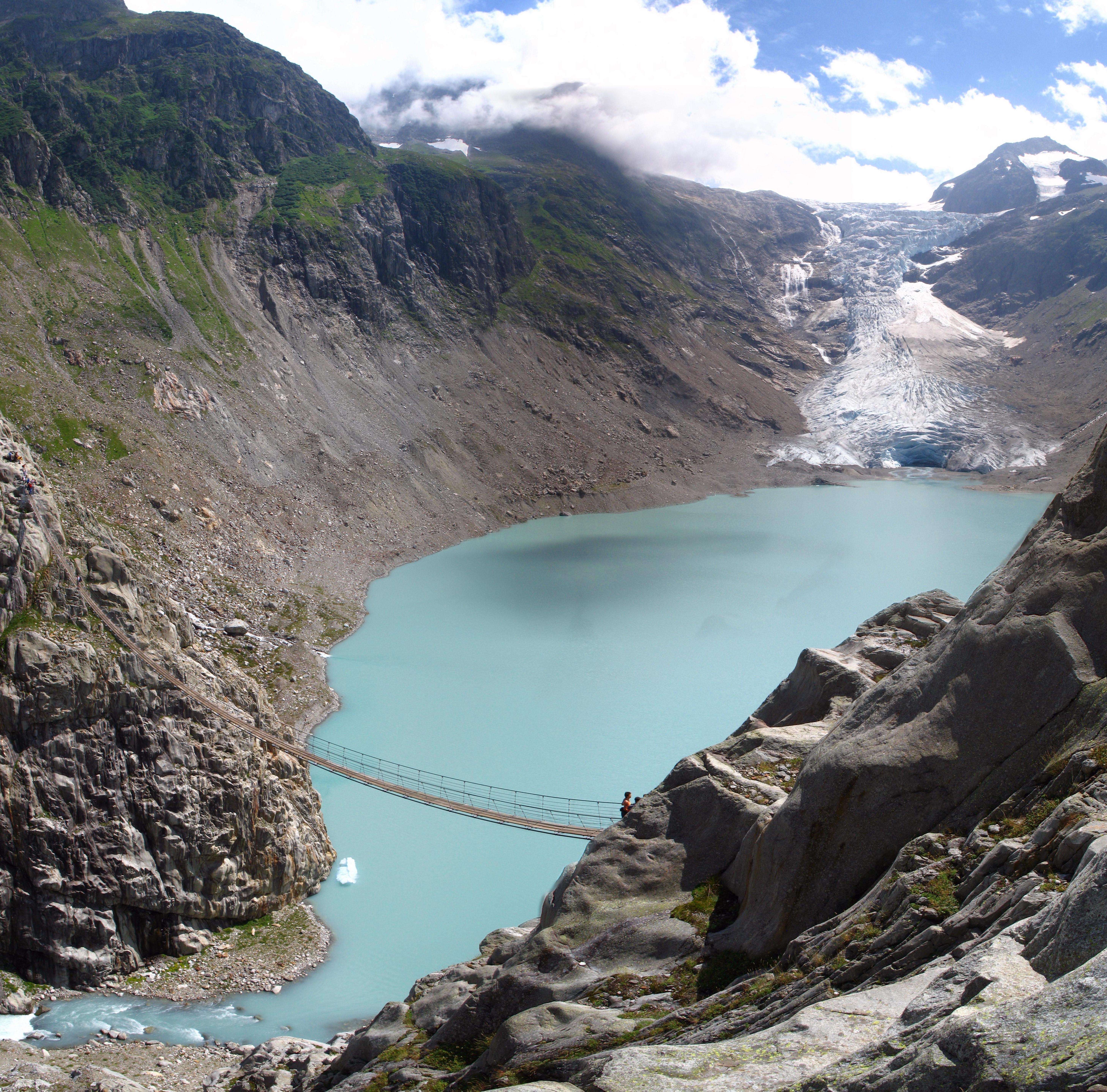

乌里山（德語：Urner Alpen；法语：Alpes uranaises；意大利语：Alpi Urane；英语：Uri Alps）是瑞士的山脈，位於該國中部，是西阿爾卑斯山脈的一部分，橫跨伯恩州、上瓦爾登州、瓦萊州、烏里州和下瓦爾登州，最高點海拔高度3,630米。

## 地理
苏斯滕山口以南的群形成了阿勒河（西部）和罗伊斯河源头之间的分水岭。此外，该山脉的一小部分（西南）位于罗纳河盆地。这部分完全位于罗纳冰川的山谷内。该群形成了一个复杂的体块，包括四个相当大的山脊，并在 Dammastock 和 Galenstock 达到其最大高度。该组包括运行 NNW 的四个几乎平行的山脊。和上证所。形成 Hasli 山谷东部边界的那条线在 Tieralplistock 达到 3,383 米，从那里向 NNW 延伸。到 Mährenhorn，向南到 Gärstenhörner。特里夫特冰川向北流动，罗纳冰川向南流动的宽阔积雪将这个山脉与最东边的山脉分隔开来，该山脉的最高点是达马斯托克。 Dammastock 以北的山脉统称为 Hinter Tierberg，海拔 3,447 米。比最后一个更靠东的是 Sustenhorn 山脉，最高点上升到 3,505 米，与最后一个被施泰因冰川和 Göschenental 的上部分开。最后，再往东的另一条山脊与最后一条山脊被 Göschenental 的一个分支 Voralptal 隔开。它的最高峰是 Fleckistock 和 Stucklistock。 Göschenental 的下部以南为界，从西向东延伸，从 Dammastock 和 Galenstock 之间的山脊分叉。

## 外部連結
- Uri Alps on SummitPost （页面存档备份，存于）